# Parti communiste portugais
Pour les articles homonymes, voir PCP.

Drapeau du Parti communiste portugais.

Le Parti communiste portugais (en portugais : Partido Comunista Português, ou PCP) est un parti politique portugais communiste et marxiste-léniniste,, classé de la gauche à l'extrême gauche,,,, dont l'organisation est fondée sur le centralisme démocratique. Il se réclame aussi du patriotisme ainsi que de l'internationalisme et a été décrit comme eurosceptique.
Le PCP a été fondé en 1921 sous le nom de « Section portugaise de l'Internationale communiste ». Interdit après le coup d'État de 1926, il sera un des éléments centraux de la résistance à la dictature de Salazar. Pendant plus de cinquante ans, les membres du PCP furent contraints à vivre dans la clandestinité par la police secrète afin d'éviter l'emprisonnement, la torture ou l'assassinat. Au moment de la révolution des Œillets, qui renversa la dictature, les 36 membres du Comité central avaient au total passé plus de 300 années en prison.
Sous la République, le PCP est devenu une des forces politiques majeures du Portugal. Malgré la perte d'influence due à l'effondrement du bloc communiste, le parti dispose toujours d'une forte base électorale, notamment dans les régions rurales d'Alentejo et de Ribatejo ainsi que dans la banlieue ouvrière de Lisbonne et à Setúbal, où il détient plusieurs municipalités.
Le PCP publie l'hebdomadaire Avante! depuis 1931. Son mouvement de jeunesse est la Jeunesse communiste portugaise (pt), qui est membre de la Fédération mondiale de la jeunesse démocratique.

## Histoire

### Origines et fondation du Parti
À l'issue de la Première Guerre mondiale, le Portugal connaît une crise économique majeure, en partie due à sa participation à la guerre. La dégradation des conditions de vie des ouvriers entraîne une série de grèves, qui, appuyées par des syndicats naissants, aboutissent à quelques avancées sociales majeures, dont la journée de huit heures.
En septembre 1919 est fondé le premier syndicat portugais, la Confédération générale du travail (Confederação Geral do Trabalho, CGT). L'absence d'une force politique capable de rassembler la classe ouvrière et la forte popularité de la révolution russe conduisent à la fondation de la Fédération maximaliste portugaise (en) en 1919, de tendance socialiste-révolutionnaire.
Poussés par le Komintern, des membres de la FMP créent, le 6 mars 1921, la Section portugaise de l'Internationale communiste : ils se donnent pour but d'établir un parti d'avant-garde révolutionnaire, sur le modèle bolchévique.
Ainsi, le PCP a été fondé non pas par une scission d'un parti socialiste, comme la plupart des autres partis communistes européens, mais sur la base des mouvements anarcho-syndicaliste et socialiste révolutionnaire, à l'époque majoritaires au Portugal. Le PCP crée le journal O Comunista en octobre 1921 et tient son premier congrès à Lisbonne en novembre 1923. Le congrès réaffirme sa solidarité avec l'URSS et son opposition au fascisme, s'inquiétant de son développement au Portugal. Le parti est alors dirigé par José Carlos Rates (pt).

### La résistance et la clandestinité
À la suite du coup d'État du 28 mai 1926, le parti est interdit et doit rentrer dans la clandestinité. La réorganisation ne sera effective qu'en 1929, quand Bento António Gonçalves (pt) amène le parti à se structurer en un réseau de cellules clandestines, ce qui lui permet d'éviter les arrestations massives. En 1938, le PCP est exclu du Komintern. Les raisons avancées par Georgi Dimitrov sont sa faible structuration interne, qui le rend sensible aux luttes intestines, la baisse sensible de son activité ainsi que des accusations de détournement de fonds par ses dirigeants. Le PCP ne renouera des liens avec l'URSS qu'en 1947 : ses seuls contacts avec le mouvement communiste international sont alors les partis communistes français et espagnol.
En 1933, avec l'accession au pouvoir de Salazar et la mise en place de l'Estado Novo, la répression devient encore plus sévère. Le parti doit faire face à des arrestations et des exécutions massives, et ses membres arrêtés sont torturés puis envoyés dans le camp de concentration de Tarrafal, au Cap-Vert. Bento Goncalves lui-même y sera déporté, et y restera jusqu'à sa mort. Les arrestations massives de 1940-41 obligent le parti à une restructuration globale : ainsi, le congrès de 1943 décide d'une stratégie d'union avec toutes les forces opposées à la dictature, ainsi que d'investissement de l'armée. Le Parti se dote alors d'une réelle organisation clandestine, structurée par un réseau de cadres, qui se révélera un atout fondamental pour la résistance à la dictature.
En 1945, la défaite des forces de l'Axe oblige Salazar à opérer des réformes afin de présenter son régime sous un jour plus démocratique. Une de ces réformes fut l'autorisation donnée à l'opposition démocrate de constituer un mouvement politique, le Movimento de Unidade Democrática (pt) (MUD). Le MUD est d'abord contrôlé par les modérés, mais le PCP y renforce très vite son influence, notamment via son mouvement de jeunesse. La direction de ce dernier est en effet constituée pour une part importante de communistes, dont Octávio Pato (pt), Salgado Zenha (pt), Mário Soares, Júlio Pomar and Mário Sacramento (pt). En réponse au poids pris par le PCP, Salazar réprime fortement, puis interdit totalement le MUD en 1948.
En 1946, Álvaro Cunhal est chargé de porter les conclusions du quatrième congrès du PCP, tenu en juillet, jusqu'en Yougoslavie : il statuait sur la nécessité d'organiser un mouvement de résistance populaire, dirigé par le parti, contre le régime en place ainsi que sur le renforcement du travail clandestin. Le but de ce voyage était d'améliorer les relations de l'organisation avec le bloc socialiste : c'est dans cette optique qu'il part, en 1948, en URSS rencontrer Mikhaïl Souslov. À l'issue de ces voyages, le PCP renoue des liens avec le mouvement communiste international. Álvaro Cunhal est en revanche arrêté par la police politique dès son retour d'URSS.
Le cinquième congrès se déroule en septembre 1957, non pas au Portugal mais à Kiev, en URSS. Le Parti y adopte pour la première fois un programme et des statuts ; c'est là aussi qu'il se prononcera clairement contre le colonialisme et pour le droit à l'auto-détermination des peuples, affirmant ainsi son soutien aux mouvements de libération dans les colonies portugaises telles que le MPLA angolais, le Frelimo mozambicain ou le PAIGC bissau-guinéen.
En janvier 1960, dix membres du PCP réussissent à s'évader de la prison de haute sécurité de Peniche. Parmi eux se trouvent plusieurs dirigeants, notamment Álvaro Cunhal, qui est élu secrétaire général l'année suivante, et Jaime Serra (pt), qui organise l'Acção Revolucionária Armada (pt), la branche armée du PCP qui sera à l'origine de plusieurs actions militaires contre le régime dans les années 1970.
En 1961 débutent également les guerres coloniales dans l'Empire portugais, d'abord en Angola, puis au Mozambique et en Guinée-Bissau. La guerre, qui dure treize ans, ruine le Portugal et conduit des milliers de Portugais à émigrer en France, en Allemagne ou en Suisse pour échapper à la conscription. Le PCP est alors très lié aux mouvements indépendantistes africains, dont il a assuré la formation, notamment aux techniques de guérilla, avec l'aide de l'URSS. Il s'oppose dès le début à la guerre et affiche son soutien aux mouvements nationaux. Le mécontentement dû aux années de guerre sera un des éléments qui mèneront à la fin du régime d'António Salazar.
Un an plus tard, en 1962, le gouvernement décide d'interdire plusieurs des principales organisations étudiantes ; leurs membres, pour la plupart communistes, sont exclus de l'Université, voire emprisonnés. Les étudiants répondent en organisant, avec l'aide du PCP, des manifestations dans tout le pays, dont la principale à Lisbonne, le 24 mars : elle est violemment réprimée par la police, qui fait des centaines de blessés parmi les étudiants.
Le sixième congrès du PCP, en 1965, voit la publication d'un document intitulé « Le chemin de la victoire : les devoirs du Parti pour la Révolution nationale et démocratique ». Le texte reprend huit objectifs majeurs fixés par le PCP pour faire du Portugal un régime démocratique: la fin des monopoles économiques, une réforme agraire menant à la redistribution des terres ou encore la démocratisation de l'accès à l'éducation et à la culture. Largement distribué, le document influence très largement le mouvement démocrate.
Le 25 avril 1974, le Mouvement des Forces armées est à l'origine de la révolution des Œillets, un coup d'État qui renverse la dictature en place depuis 48 ans en moins de 16 heures. Le PCP peut alors sortir de la clandestinité.

### Larévolution des Œilletset les débuts de la démocratie

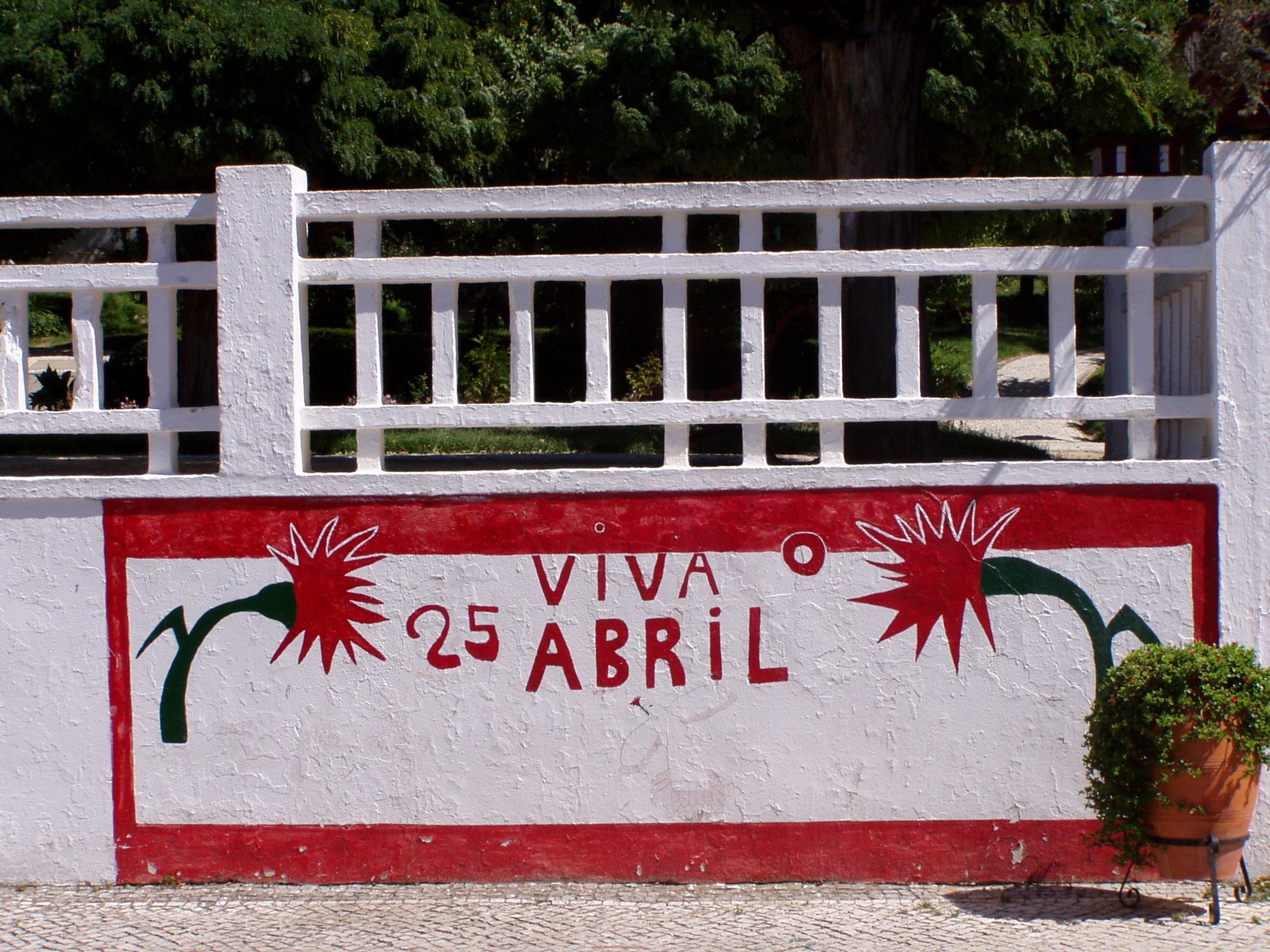
Longue vie à la révolution du 25 avril

Le 27 avril, deux jours après la révolution, les prisonniers politiques sont libérés ; le 30, Álvaro Cunhal sort de la clandestinité et fait son retour à Lisbonne, où il est acclamé par plusieurs milliers de personnes. Le 1er mai, la fête du Travail est célébrée pour la première fois depuis 1926 : un demi-million de portugais viennent écouter les discours de Álvaro Cunhal et du dirigeant socialiste Mário Soares, réunis au grand stade de Lisbonne. Le 17 mai sort le premier numéro non-clandestin de Avante!, le journal du PCP.
Durant les mois suivants, le pays connaît d'importants changements, mis en œuvre par la junte et soutenus par le PCP. En moins d'un an, la Guinée-Bissau, l'Angola, le Mozambique, le Cap-Vert et Sao Tomé-et-Principe obtiennent leur indépendance.
Six mois après la révolution, le 20 octobre 1974, le 7e congrès du PCP réunit plus d'un millier de délégués ainsi que des centaines d'invités portugais et étrangers. Les 36 membres du Comité central élu par le congrès totalisent alors plus de 300 ans de prison réunis Le 12 janvier 1975, le PCP est le premier parti à être officiellement reconnu.
Le 11 mars 1975, une tentative de coup d'État militaire, avancée par la droite, est repoussée. Le processus révolutionnaire s'oriente alors clairement à gauche, et conduit à la nationalisation des principaux secteurs de l'économie : banques, transports, métallurgie, industrie minière et communications, notamment. Le pays est alors dirigé par Vasco dos Santos Gonçalves, un membre de la junte militaire qui soutient le PCP. Ce dernier soutient pleinement les nationalisations, ainsi que la réforme agraire qui conduit à la collectivisation du secteur agricole. Le Parti organise cette dernière, en poussant notamment à la création de plusieurs milliers de coopératives paysannes. Déjà bien implanté dans les zones rurales du fait de la clandestinité et de son soutien aux mouvements paysans des années précédentes, le PCP fait ainsi du sud du Portugal son principal bastion : il obtient aux élections suivantes plus de 50 % des voix dans les districts de Beja, Évora et de Setúbal.
Un an après la révolution, le Portugal connaît ses premières élections démocratiques avec l'élection de l'Assemblée constituante, chargée de remplacer la Constitution de 1933. Le PCP obtient 12,52 % des voix et 30 sièges. La nouvelle Constitution contient, à sa demande, plusieurs références au socialisme ainsi qu'à une société sans classe : elle sera adoptée, malgré l'opposition du Parti du centre démocratique et social (Centro Democrático Social, CDS).
En 1976, aux élections législatives suivant l'adoption de la nouvelle Constitution, le parti obtient 14,56 % des voix et 40 sièges, soit dix de plus qu'un an auparavant. Du 11 au 14 novembre se tient le 8e congrès à Lisbonne : le parti affirme alors la nécessité de continuer la lutte pour le socialisme, mais aussi de défendre les acquis de la révolution, alors que la coalition en place, composée du Parti socialiste et du CDS, remet en cause la réforme agraire. C'est aussi en 1976 que se tient la première édition de la fête d'Avante!.
Aux élections législatives de 1979, le parti s'associe au Mouvement démocratique portugais (Movimento Democrático Português, MDP) pour former l'Aliança Povo Unido (APU) : il obtient 18,96 % des voix et 47 sièges. C'est la coalition de centre-droit menée par Francisco Sá Carneiro qui remporte l'élection : sa politique est immédiatement condamnée par le PCP, qui la juge contraire aux intérêts des travailleurs. Un an plus tard, aux élections de 1980, le PCP perd six sièges au Parlement mais remporte plusieurs victoires importantes aux élections municipales. Il remontera à 44 sièges (et 18,20 % des voix) en 1983.
Le score du premier tour de l'élection présidentielle de 1986 constitue une surprise pour le PCP, puisque le socialiste Mário Soares obtient plus de voix que le candidat du Parti, Salgado Zenha (pt), et accède ainsi au second tour. Le Parti convoque un congrès extraordinaire, son onzième, qui se réunit deux semaines plus tard et décide de soutenir le candidat socialiste contre Diogo Freitas do Amaral, candidat du CDS. Ce soutien permet à Soares de remporter l'élection largement. Un an plus tard, aux élections législatives anticipées, le parti forme une nouvelle alliance avec les Verts et l'Intervention démocratique (Intervenção Democrática) : elle n'obtient cependant que 12,18 % des voix et 31 sièges, soit 13 de moins qu'en 1983.

### La fin du Bloc de l'Est et les nouveaux défis
La chute du Bloc de l'Est, puis de l'URSS, à la fin des années 1980, entraîne le PCP dans une des plus grosses crises de son histoire. Le départ d'un grand nombre de militants oblige le parti à convoquer un congrès extraordinaire en mai 1990 — son treizième. Il est l'occasion d'une forte bataille idéologique entre partisans d'une ligne léniniste plus traditionnelle et ceux qui soutiennent une évolution vers l'eurocommunisme, voire vers la social-démocratie. La majorité des 2 000 délégués vote finalement pour réaffirmer son objectif de « continuer le processus révolutionnaire vers le socialisme » — et réaffirmer ainsi son attachement au léninisme. Le congrès a également réaffirmé que l'expérience soviétique avait, malgré son échec, été à l'origine de nombreuses victoires du mouvement ouvrier, et donc de nombreux acquis sociaux. Ces décisions vont alors à l'encontre du tournant pris par un grand nombre de partis communistes dans le monde.
Aux élections législatives de 1991, le score du Parti chute encore pour descendre à 8,84 % des voix et 17 sièges. Un an plus tard, au 14e congrès, Álvaro Cunhal, secrétaire général depuis 1961, est remplacé par Carlos Carvalhas (pt), déjà nommé secrétaire général adjoint au congrès de 1990. L'objectif du PCP est alors d'obtenir le départ du gouvernement de droite mené par Aníbal Cavaco Silva. Ce sera chose faite en 1995 quand le Parti socialiste remporte les élections législatives, alors que le parti stabilise son score à 8,61 %.
Si le déclin électoral du PCP continue aux élections municipales suivantes, son score remonte légèrement aux élections législatives de 1999, où il enregistre 9 % des voix. Trois ans après, il redescend à son plus bas niveau avec 7 %. À l'occasion du 17e congrès, en 2004, Carlos Carvalhas est remplacé par Jerónimo de Sousa, un ancien ouvrier dans la métallurgie.
Aux élections législatives de 2005, le score du Parti s'établit à 7,60 % (soit 430 000 voix) et 12 sièges (sur 230). La même année, le parti remporte sept nouvelles mairies aux élections municipales, portant le total des mairies qu'il dirige à 32 (sur 308), la plupart situées dans les districts de Alentejo et Setúbal.
L'action locale du PCP est généralement marquée par la lutte contre la privatisation de l'approvisionnement en eau, d'importantes subventions pour la culture, l'éducation et les associations sportives, mais aussi par des initiatives de démocratie participative. La présence des Verts dans la coalition oriente également l'action sur les enjeux environnementaux, comme le recyclage ou le traitement des eaux.
Le PCP se donne comme but actuel une « démocratie avancée pour le XXIe siècle » ; il met au centre de ses préoccupations les droits des travailleurs, la gratuité des services de soin et d'éducation, le développement des services publics, la hausse des salaires et pensions, la lutte contre l'impérialisme et la guerre ainsi que la solidarité internationale, notamment avec l'Irak, l'Afghanistan, la Palestine, Cuba ou le Pays basque. Le 21 avril 2005, le gouvernement social-démocrate a promis l'organisation d'un référendum sur la dépénalisation de l'avortement.
Le Parti est représenté au Parlement européen, avec deux députés : Ilda Figueiredo et Pedro Guerreiro (en). Il a obtenu 9,2 % des voix aux élections européennes de 2004. Il fait partie du groupe Gauche unitaire européenne/Gauche verte nordique.
Le Parti communiste a historiquement l’Alentejo, la plus pauvre des cinq régions continentales du pays, comme bastion. C’est ici que le parti a obtenu la journée de huit heures pour les travailleurs agricoles. Il a fait de Catarina Eufémia, ouvrière agricole de l’Alentejo tuée en 1954 par les forces de l’ordre alors qu’elle participait à une grève pour de meilleurs salaires, l’une de ses martyres. Le PCP y a aussi mené la réforme agraire après 1974, avec la mise en place de coopératives et d’unités collectives de production, pour contrer le système des grands producteurs associés aux latifundios (exploitations agricoles de grandes dimensions à rendement faible). Le vote communiste y est cependant en régression : « Le Portugal a perdu plus d’un million de travailleurs agricoles depuis la révolution de 1974, dont une bonne partie dans l’Alentejo. Ce sont eux qui fournissaient le gros des troupes du PCP », explique l’économiste Ricardo Paes Mamede.

## Résultats électoraux

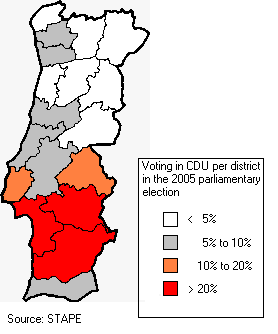
Résultats de la CDU aux élections législatives de 2005, par circonscription.

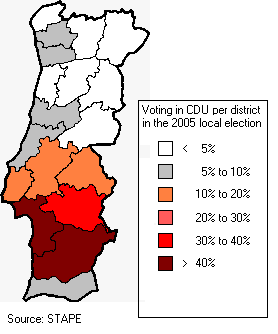
Résultats de la CDU aux élections municipales de 2005, par circonscription.

### Élections parlementaires
| Année | Coalition | Voix      | %     | Sièges   |
| ----- | --------- | --------- | ----- | -------- |
| 1976  |           | 785 594   | 14,39 | 40 / 263 |
| 1979  | APU       | 1 129 322 | 18,80 | 44 / 250 |
| 1980  | APU       | 1 000 975 | 16,75 | 39 / 250 |
| 1983  | APU       | 1 031 609 | 18,07 | 41 / 250 |
| 1985  | APU       | 893 216   | 15,49 | 35 / 250 |
| 1987  | CDU       | 689 137   | 15,49 | 29 / 250 |
| 1991  | CDU       | 504 583   | 8,80  | 13 / 230 |
| 1995  | CDU       | 504 007   | 8,57  | 15 / 230 |
| 1999  | CDU       | 483 716   | 8,99  | 15 / 230 |
| 2002  | CDU       | 378 640   | 6,94  | 10 / 230 |
| 2005  | CDU       | 432 009   | 7,54  | 12 / 230 |
| 2009  | CDU       | 446 994   | 7,86  | 13 / 230 |
| 2011  | CDU       | 441 147   | 7,94  | 14 / 230 |
| 2015  | CDU       | 444 907   | 8,25  | 15 / 230 |
| 2019  | CDU       | 332 473   | 6,33  | 10 / 230 |
| 2022  | CDU       | 242 478   | 4,29  | 6 / 230  |
| 2024  | CDU       | 205 551   | 3,32  | 4 / 230  |
| 2025  | CDU       | 183 686   | 3,03  | 3 / 230  |

### Élections européennes
| Année | Coalition | Voix    | %       | Sièges |
| ----- | --------- | ------- | ------- | ------ |
| 1987  | CDU       | 648 700 | 11,5 %  | 3 / 24 |
| 1989  | CDU       | 597 759 | 14,40 % | 3 / 24 |
| 1994  | CDU       | 339 283 | 11,2 %  | 3 / 25 |
| 1999  | CDU       | 357 575 | 10,3 %  | 2 / 25 |
| 2004  | CDU       | 309 406 | 9,1 %   | 2 / 24 |
| 2009  | CDU       | 379 651 | 10,66 % | 2 / 22 |
| 2014  | CDU       | 416 151 | 12,69 % | 3 / 21 |
| 2019  | CDU       | 228 156 | 6,88 %  | 2 / 21 |

### Élections municipales
| Année | Coalition | Voix    | %      | Sièges |
| ----- | --------- | ------- | ------ | ------ |
| 1997  | CDU       | 643 956 | 12 %   | 236    |
| 2001  | CDU       | 557 481 | 10,6 % | 202    |
| 2005  | CDU       | 590 496 | 11 %   | 203    |

(Source: Commission électorale du Portugal) 
Notes :
- En 2004, à la suite de l'élargissement de l'Union européenne, le nombre de députés européens pour le Portugal est passé de 25 à 24.
- Les chiffres des élections municipales ne comptent que les voix pour le Conseil municipal, et ne prend pas en compte les coalitions éventuelles, comme à Lisbonne entre 1989 et 2001. Le PCP obtient généralement des scores plus élevés lors de l'élection des Assemblées municipales et des Assemblées paroissiales (respectivement 11,7 et 12 % en 2005).
- Le nombre de sièges correspond au nombre de conseillers municipaux aux municipales, de députés aux législatives et de députés européens aux élections européennes.
- La Coalition démocratique unitaire (CDU) est composée du PCP, des Verts et d'Intervention démocratique.

### Élections présidentielles
| Année | Candidat soutenu              | Voix      | %      | Élu ? |
| ----- | ----------------------------- | --------- | ------ | ----- |
| 1976  | Octávio Rodrigues Pato (pt)   | 365 344   | 7,6 %  | Non   |
| 1980  | Carlos Alfredo de Brito (pt)  | retrait   | -      | Non   |
| 1986  | Francisco Salgado Zenha (pt)  | 1 185 867 | 20,6 % | Non   |
| 1991  | Carlos Alberto Carvalhas (en) | 635 867   | 12,9 % | Non   |
| 1996  | Jerónimo de Sousa             | retrait   | -      | Non   |
| 2001  | António Simões de Abreu       | 221 886   | 5,1 %  | Non   |
| 2006  | Jerónimo de Sousa             | 466 428   | 8,6 %  | Non   |

(Source: Commission électorale du Portugal) 
Notes :
- En 1980, le candidat Carlos Brito se désiste, au profit de António Ramalho Eanes.
- En 1986, le candidat soutient d'abord la candidature d'Ângelo Veloso, qui se désiste finalement en faveur de Salgado Zenha (pt).
- En 1986, le PCP soutient Mário Soares au second tour.
- en 1996, Jerónimo de Sousa se désiste en faveur de Jorge Sampaio.

## Déclaration de principe et organisation interne

### Déclaration de principe
Les statuts du PCP le définissent comme un parti de classe : il se veut le parti du prolétariat et des travailleurs. Il est également un parti d'avant-garde : son rôle est de mobiliser et de gagner le soutien des travailleurs.
Le PCP souhaite réunir tous les travailleurs qui luttent pour la démocratie et le socialisme, qu'ils soient ouvriers, employés de bureaux, agriculteurs, travailleurs intellectuels, techniciens ou encore petits commerçants. Il se considère comme l'héritier légitime de la longue tradition de luttes du peuple portugais et comme le défenseur des acquis obtenus par ces luttes.
Le Parti se réclame du marxisme-léninisme, qu'il considère comme une vision dialectique et matérialiste du monde et un outil scientifique pour l'analyse de la société. Il affirme aussi son attachement à l'internationalisme prolétarien, et donc à la nécessité d'organiser à la fois la coopération entre les partis communistes et toutes les forces progressistes et révolutionnaires et la solidarité entre les travailleurs de tous les pays.
Le PCP se montre moins actif que le Bloc de gauche, l'autre grande formation de gauche radicale au Portugal, sur les questions sociétales comme la lutte contre le racisme et les droits des femmes et des minorités sexuelles. Selon lui, les discriminations découlent principalement de la société capitaliste, et il fait de la lutte des classes sa priorité.

## Organisation et vie du parti
L'organisation du PCP suit le principe léniniste du centralisme démocratique : elle est hiérarchique, chaque instance étant élue et révocable par l'instance du niveau inférieur, en partant de la base. Les membres de ces instances sont responsables à la fois devant ceux qui les ont élus et ceux qu'ils ont élus : ils doivent rendre compte de leur activité et prendre en compte les opinions et critiques exprimées. En contrepartie, chaque instance doit respecter les décisions prises par les instances de niveau supérieur. Ainsi, si la liberté de débat est totale lors des discussions internes, chaque membre doit suivre les décisions établies par le consensus ou la majorité. Chaque adhérent doit œuvrer pour le parti dans son ensemble : les tendances organisées ne sont donc pas reconnues.
La structure et l'organisation du PCP est définie par ses statuts. Les derniers en date ont été adoptés par son 17e congrès, en 2004. Les instances dirigeantes du PCP sont le Congrès, le Comité central (CC) et la Commission centrale de contrôle.
L'organe souverain du PCP est le Congrès, qui est convoqué par le CC tous les quatre ans. Il est composé de délégués élus par les instances de niveau inférieur, en proportion de la taille de ces instances. Le Congrès adopte des résolutions qui sont le résultat d'un grand débat interne. Il peut également adopter de nouveaux statuts ou un nouveau programme. Les décisions y sont prises par vote des délégués — à main levée, sauf pour l'élection du CC qui se fait à bulletin secret, selon la loi portugaise. Les résolutions ainsi adoptées guident l'activité politique du Parti entre deux congrès.
L'organe souverain entre deux congrès est le Comité central, qui est élu par le Congrès sur proposition du Comité central sortant — la liste étant élaborée à partir des propositions faites par les instances de niveau inférieur. Le CC doit suivre les orientations adoptées en Congrès, et définir en fonction la ligne politique ainsi que les campagnes à mener. Il doit animer l'activité du Parti, en s'assurant que chaque instance agit selon les décisions prises. Le CC élit parmi ses membres un Bureau politique, un Secrétariat et la Commission centrale de contrôle. Cette dernière est chargée de vérifier la conformité de l'action du Parti avec ses statuts, ainsi que de contrôler ses finances. Le CC élit également le secrétaire général parmi ses membres.
Le Parti s'organise également au niveau des districts, des communes et des paroisses civiles. Dans chacune de ces structures, les décisions sont prises par des assemblées, sorte de congrès locaux, qui élisent les instances dirigeantes des structures (comités régionaux, municipaux ou paroissiaux). Ce sont ces instances qui sont responsables de l'application des orientations du Parti.
La structure de base du Parti est la cellule : elle se veut le lien entre le parti et les travailleurs. Une cellule est composée d'au moins trois membres, et peut être organisée au niveau d'une entreprise ou d'un quartier. Elle peut se doter d'un secrétariat, chargé d'organiser l'action de la cellule selon les orientations du Parti. Ce sont les cellules qui sont responsables de l'adhésion, du paiement de la cotisation ou encore de la diffusion d' Avante!.
Le PCP travaille en lien étroit avec la fédération syndicale la plus puissante du pays, la CGTP (Confédération générale des travailleurs portugais), et reste à ce titre le parti le plus connecté aux mobilisations sociales. Plus centriste, l’UGT, fondée en 1978 pour contrer l’hégémonie des communistes dans le mouvement syndical, n’a jamais réussi à se hisser au niveau de la CGTP.

### La presse du PCP

Logo d'Avante, organe central de presse du PCP

La principale publication du PCP est l'hebdomadaire (organe central) Avante! (En avant !), largement diffusé dans tout le pays. Il publie également la revue théorique bimestrielle O Militante (Le Militant), ainsi que plusieurs bulletins internes dont Emigração (Émigration), destiné à la diaspora portugaise et Portugal e a UE (Le Portugal et l'Union européenne), publié par les députés européens du PCP, qui présente l'actualité européenne et plus spécifique de la Gauche unitaire européenne/Gauche verte nordique.
Les militants du PCP sont encouragés à lire et à diffuser Avante! et O Militante : l'abonnement à Avante! est considéré comme un des devoirs du militant. Avante! est également vendu dans la plupart des kiosques du pays.
Avante! était publié clandestinement de février 1931 à mai 1974. Sa publication était par conséquent irrégulière, en fonction des vagues de répression organisées par la police politique contre ceux qui diffusaient ou imprimaient le journal. Il ne cessa cependant jamais de paraître, et fut l'un des rares journaux à publier librement des articles sur la Seconde Guerre mondiale, les guerres coloniales, les mouvements de grève ou les mouvements étudiants contre la dictature.
La publication de Avante! a continué après la révolution des Œillets et le journal s'est doté d'une édition en ligne. La fête d'Avante! continue également à se tenir chaque année.

Comunic, webradio du PCP

Pendant la campagne pour les élections législatives de 2005, le parti a ajouté à son site web une webradio ainsi qu'un forum. Au dernier congrès, son site a été ajouté dans les statuts comme un des médias officiels du Parti. La webradio créée pour la campagne a continué d'exister après les élections et s'appelle maintenant Communic : elle diffuse des interviews des membres du Parti sur différents sujets ainsi que de la musique.
Le PCP possède également une maison d'édition, les éditions Avante! (Edições Avante!) qui publie des livres en rapport avec l'histoire du Parti ou sa doctrine. On trouve dans son catalogue les classiques du marxisme-léninisme, comme le Manifeste du parti communiste, le Capital, la Question juive, Que faire ?, plusieurs ouvrages d'auteurs portugais sur l'histoire du PCP, les publications officielles du Parti telles que les statuts ou le programme, des traductions d'ouvrages étrangers tels que les Dix jours qui ébranlèrent le monde de John Reed ainsi qu'un grand nombre d'autres livres.

### Mouvement de jeunesse
L'organisation de jeunesse du PCP est la Jeunesse communiste portugaise (Juventude Comunista Portuguesa). Elle a été créée le 10 novembre 1979, à la suite de la fusion de la Ligue des étudiants communistes et de la Ligue de la jeunesse communiste. Elle est membre de la Fédération mondiale de la jeunesse démocratique (FMJD). Elle participe régulièrement au Festival mondial de la jeunesse et des étudiants, organisé par la FMJD.
La JCP a une organisation proche du PCP, également fondée sur le principe léniniste du centralisme démocratique. Elle est indépendante du Parti, bien que les deux structures entretiennent des relations de coopération.
Principalement composée de jeunes scolarisés ainsi que d'une partie de jeunes salariés, l'action de la JCP se préoccupe principalement du système éducatif, qu'elle veut gratuit et public pour assurer une éducation tout au long de la vie, ainsi qu'aux questions d'emploi, de paix et de logement. Elle s'engage également dans la solidarité internationale en envoyant des brigades à Cuba, en Palestine ou au Venezuela, seule ou en collaboration avec la Jeunesse communiste grecque (KNE) ou le SDAJ (organisation de jeunesse du DKP allemand).
La JCP est principalement présente dans les lycées et universités, et ses militants sont très présents dans les syndicats étudiants.

### Fête d'Avante!

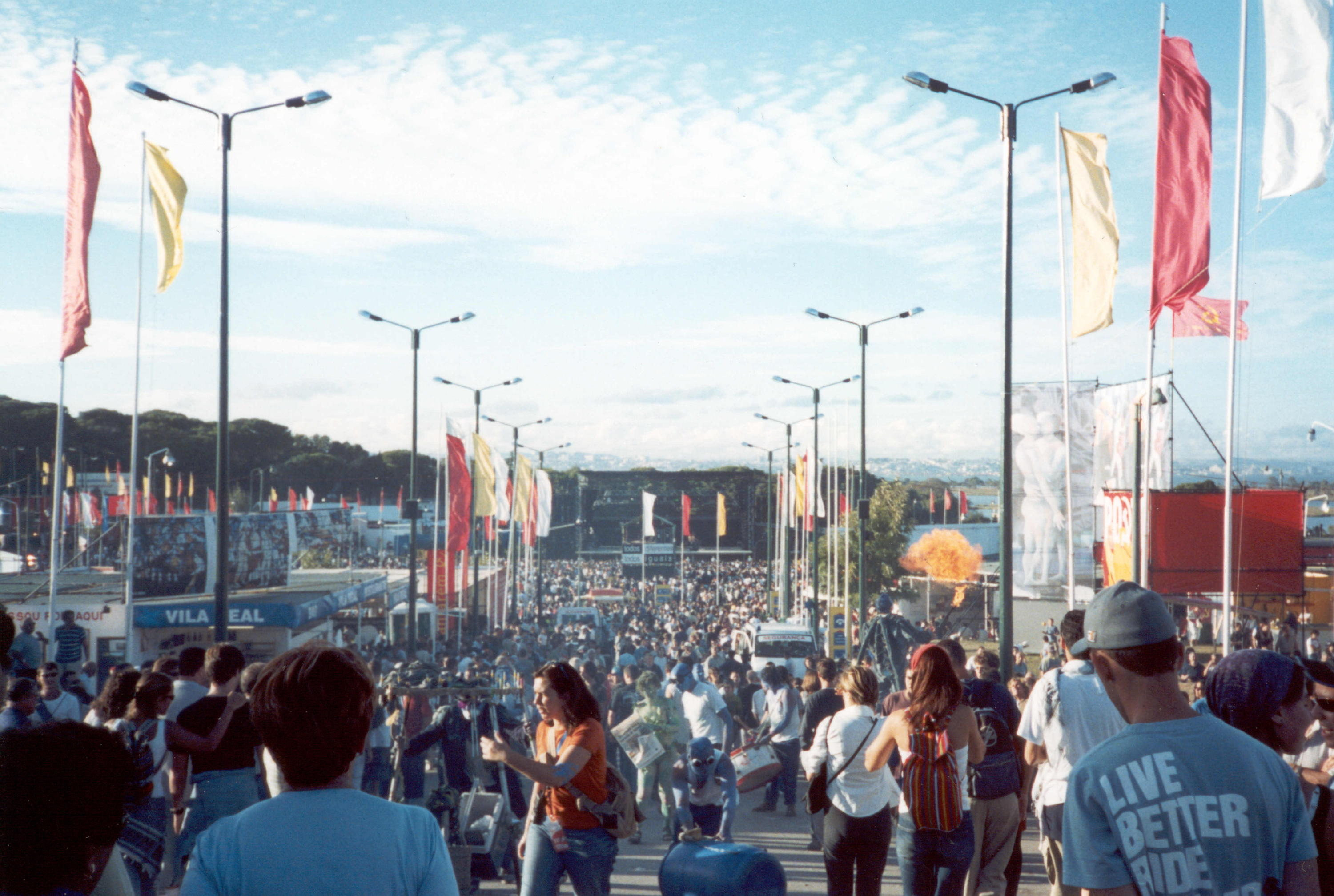
Grande scène de la Fête dAvante!, en 2001.

Chaque année, le PCP organise un festival très fréquenté, la Fête d'Avante! (Festa do Avante!). Elle s'est déroulée jusqu'aux années 1990 aux alentours de Lisbonne (Feira Internacional de Lisboa, Ajuda, Loures) ; elle se tient dorénavant sur un terrain acheté par le parti grâce à une campagne de dons, près de Seixal. Le PCP considérait qu'il s'agissait là du seul moyen d'éviter le refus systématique des propriétaires des terrains — refus qui empêcheront la Fête de se tenir en 1987.
La Fête accueille des centaines d'artistes et de groupes qui viennent jouer sur les cinq scènes, ainsi que des débats, une foire des livres et de la musique, des représentations de théâtre (Avanteatro), des stands gastronomiques et des évènements sportifs. Plusieurs partis communistes du monde y tiennent aussi des stands. Elle attire ainsi plusieurs centaines de milliers de visiteurs chaque année.
De nombreux artistes célèbres, portugais ou non, se sont produits à la Fête, dont Chico Buarque, Baden Powell de Aquino, Ivan Lins, Zeca Afonso, Buffy Sainte-Marie, Johnny Clegg, Charlie Haden, Judy Collins, Richie Havens, Tom Paxton, The Band, Dexys Midnight Runners, José Ángel Hevia, Babylon Circus, Brigada Víctor Jara (en), Adriano Correia de Oliveira, Carlos Paredes, Jorge Palma, Manoel de Oliveira et beaucoup d'autres.
La préparation de la Fête est le travail d'une année, qui recommence à chaque fois que l'édition précédente s'achève. Des centaines de membres et sympathisants du PCP, pour la plupart des jeunes, installent chaque année la petite ville qu'elle constitue.